# سكوت سميث (لاعب هوكي الحقل)
سكوت سميث هو لاعب هوكي الحقل كندي، ولد في 13 أغسطس 1972 في وينيبيغ في كندا.